# Epiplema auroguttata
Epiplema auroguttata är en fjärilsart som beskrevs av Gustave Arthur Poujade 1895. Epiplema auroguttata ingår i släktet Epiplema och familjen Uraniidae. Inga underarter finns listade i Catalogue of Life.